# Bottiella medemi
Bottiella medemi is een krabbensoort uit de familie van de Trichodactylidae. De wetenschappelijke naam van de soort is voor het eerst geldig gepubliceerd in 1972 door Smalley & Rodríguez.